# 愛慕之吻
愛慕之吻（日語：アドマイヤキッス），是日本純種競賽馬匹。生涯活躍於一哩至中距離賽事，曾勝出鬱金香賞、玫瑰錦標、愛知盃及京都牝馬錦標四項分級賽。

## 出賽前
2003年2月8日出生於北海道早來町（今安平町）北部牧場，成長途中於拍賣會上被馬主近藤利一以6510萬日圓購入。
其後交由栗東訓練中心練馬師松田博資訓練。

## 競賽生涯

### 2歲
2005年7月10日出戰阪神競馬場2歲新馬戰，採用前行戰術下於直路稍為被阻塞，最終未能挽回劣勢下以鼻位的細微優勢落敗。
8月出戰2歲未勝利戰，逐步由所處的第三進佔領先的位置，但於直路稍為力弱下被對手反超，最終再度以第二落敗。
2星期後再度出戰2歲未勝利戰，比賽初段於中團位置逐步推進，但於通過第一彎道後隨即加速上前。進入直路後，其經已處於先頭有利的位置逐步衝刺，最終超越對手下更拋離5馬位取勝。

### 3歲
2006年年初以鬱金香賞作為首戰，縱然其為跳級挑戰但仍然取得第二人氣支持。比賽開始後，其於後方位置緩慢取位，但於最後彎道前逐步在外檔位置發力。進入直路後，其繼續於中檔位置突破加速，最終轟出優秀的末腳速度下成功超越所有對手，以頸位優勢取得首個分級賽冠軍。
其後以櫻花賞作為目標並取得第一人氣，繼續選用居中戰術下在最後彎道逐步於外檔透出，但最終未能壓制同樣位置的天之吻下以3/4馬位差距敗於對手得第二。
完成櫻花賞後以優駿牝馬（日本橡樹大賽）作為目標，雖然於比賽大部份時間均維持一個不俗的節奏，但於直路上未能進入全速狀態，最終敗於川上公主、火神及Asahi Rising下以第四完賽。
進入秋季後以玫瑰錦標作為起動戰，比賽途中面對Shells Lei的快放戰術仍然可以維持穩定的走勢保持於第五左右的位置，直至第四彎道才開始逐步發力。進入直路後，其繼續於彎道時加速的衝勢，不斷衝刺收窄和前方的距離之下在最後關頭成功超越對手，最終以1/2馬位優勢取得勝利。
其後出戰雌馬三冠尾關秋華賞，然而本次比賽再度重現優駿牝馬時候的場面，在直路未能最大程度加速下敗於其他對手，以第四的戰績完賽。
完成秋華賞後出戰女皇伊利沙伯二世盃挑戰年長馬匹，於第三、四彎道提早加速佔據位置，但於直路上未能維持走勢，稍微失速下以第六衝線，但其後因頭馬川上公主被貶至第十二名，其獲遞補成為第五。
年末以愛知盃作為目標，採取先行策略下在直路早早取得望空，最終成功無視較重負磅的劣勢瞬間衝出超越其他對手，取得第三個分級賽冠軍。

### 4歲
2007年上半年主要以一哩戰線為目標，4月14日出戰首戰讀賣盃。比賽開始後，其保持於第六左右的位置逐步推進，但於直路上的表現未如理想下無法貼近前方，最終僅跑獲第四。
其後出戰維多利亞一哩賽未能於後方位置衝出以第七落敗，安田紀念中雖然表現稍為回復，但仍然敗於大和主將、金剛力王及歡欣起舞取得第四。
進入夏季後其並未休養，而是增程出戰皇后錦標。比賽開始後，其稍為放棄主動權選擇於中後方位置位置推進，雖然於第四彎道稍為向前取位，但於直路上仍然未能對前方賽駒造成足夠威脅，最終以第四落敗。
其後繼續挑戰各項雌馬限定賽事，但均未能取得勝利，出戰府中牝馬錦標、女皇伊利沙伯二世盃及愛知盃分別以第三、第五及第三完賽。

### 5歲
2008年首戰選擇為京都牝馬錦標，本次比賽以主動的方式展開，迅速取位之下保持自身於第四左右的位置。進入直路後，其迅速由中檔位置衝出並不斷加速，最終跑出全長最快末腳下一舉超越所有對手奪得時間1年7個月的冠軍，此次勝利不僅為騎師安藤勝己帶來第800場中央頭馬，亦是其父系週日寧靜子嗣的第2700場頭馬。
贏得京都牝馬錦標後原定以維多利亞一哩賽作為目標，但於2月27日訓練後被發現右腳第三中手骨骨折。雖然其後的手術非常成功，但於3月4日休養途中出現腹絞痛的徵狀，導致其因疼痛出現暴走的行為並使以上的受傷部位再度出現開放性骨折。最終於醫療團隊判定為預後不良下，其被施以安樂死，享年僅5歲。

### 詳細賽績
| 日期       | 舉辦國家 | 馬場 | 距離   | 級別   | 賽事名稱           | 負重 | 騎師     | 馬號 | 出馬 | 名次 | 時間   | 頭馬（二馬）        |
| ---------- | -------- | ---- | ------ | ------ | ------------------ | ---- | -------- | ---- | ---- | ---- | ------ | ------------------- |
| 10/7/2005  | 日本     | 阪神 | 草1600 |        | 2歲新馬            | 54   | 福永祐一 | 3    | 16   | 2    | 1:38.9 | Diamond Head        |
| 20/8/2005  | 日本     | 札幌 | 草1800 |        | 2歲未勝利          | 54   | 福永祐一 | 8    | 11   | 2    | 1:50.3 | Manor House         |
| 4/9/2005   | 日本     | 札幌 | 草1800 |        | 2歲未勝利          | 54   | 横山典弘 | 13   | 14   | 1    | 1:50.6 | （Meiner Sparkle）  |
| 4/3/2006   | 日本     | 阪神 | 草1600 | GIII   | 鬱金香賞           | 54   | 武豐     | 14   | 16   | 1    | 1:36.5 | （Shells Lei）      |
| 9/4/2006   | 日本     | 阪神 | 草1600 | GI     | 櫻花賞             | 55   | 武豐     | 8    | 18   | 2    | 1:34.7 | 天之吻              |
| 21/5/2006  | 日本     | 東京 | 草2400 | GI     | 優駿牝馬           | 55   | 武豐     | 13   | 18   | 4    | 2:26.6 | 川上公主            |
| 17/9/2006  | 日本     | 中京 | 草2000 | GII    | 玫瑰錦標           | 54   | 武豐     | 13   | 17   | 1    | 1:58.2 | （Shells Lei）      |
| 15/10/2006 | 日本     | 京都 | 草2000 | GI     | 秋華賞             | 55   | 武豐     | 9    | 18   | 4    | 1:58.6 | 川上公主            |
| 12/11/2006 | 日本     | 京都 | 草2200 | GI     | 女皇伊利沙伯二世盃 | 54   | 武豐     | 3    | 15   | 5    | 2:12.0 | 火神                |
| 16/12/2006 | 日本     | 中京 | 草2000 | GIII   | 愛知盃             | 56   | 武豐     | 14   | 15   | 1    | 1:58.6 | （Cosmo Marvelous） |
| 14/4/2007  | 日本     | 阪神 | 草1600 | GII    | 讀賣盃             | 55   | 武豐     | 7    | 15   | 4    | 1:32.9 | 金剛力王            |
| 13/5/2007  | 日本     | 東京 | 草1600 | JpnI   | 維多利亞一哩賽     | 55   | 武豐     | 14   | 18   | 7    | 1:32.8 | 戀曲                |
| 3/6/2007   | 日本     | 東京 | 草1600 | GI     | 安田紀念           | 56   | 川田將雅 | 3    | 18   | 4    | 1:32.7 | 大和主將            |
| 12/8/2007  | 日本     | 札幌 | 草1800 | JpnIII | 皇后錦標           | 55   | 川田將雅 | 5    | 12   | 4    | 1:47.0 | Asahi Raising       |
| 14/10/2007 | 日本     | 東京 | 草1800 | GIII   | 府中牝馬錦標       | 55   | 岩田康誠 | 1    | 16   | 3    | 1:45.8 | Daring Heart        |
| 11/11/2007 | 日本     | 京都 | 草2200 | GI     | 女皇伊利沙伯二世盃 | 56   | 岩田康誠 | 6    | 14   | 5    | 2:12.5 | 大和赤驥            |
| 15/12/207  | 日本     | 中京 | 草2000 | GIII   | 愛知盃             | 57   | 安藤勝己 | 4    | 16   | 3    | 1:59.0 | 情人節              |
| 3/2/2008   | 日本     | 京都 | 草1600 | GIII   | 京都牝馬錦標       | 57   | 安藤勝己 | 3    | 14   | 1    | 1:36.0 | （札列馬）          |

## 血統簡介
父系週日寧靜是美國三冠賽雙冠馬，退役後在日本配種，在日本馬壇相當成功，贏得多項分級賽事，其子嗣贏得巨額獎金，連續12年成為日本冠軍種馬。祖父Halo爲美國賽駒，曾贏得一級賽冠軍，爲美國冠軍種馬。
母系Kiss Pasion為日本賽駒，生涯僅勝出條件戰級別的賽事。外祖父Jade Robbery爲美國出身的法國賽駒，生涯戰績優秀，曾勝出一級賽法國準則大賽。

### 血統表
| 父線：週日寧靜系（Halo系）          |                               |                 |                |
| 種馬 週日寧靜 1986年（棕色）        | Halo 1969年（棕色）           | Hail to Reason  | Turn-to        |
| 種馬 週日寧靜 1986年（棕色）        | Halo 1969年（棕色）           | Hail to Reason  | Nothirdchance  |
| 種馬 週日寧靜 1986年（棕色）        | Halo 1969年（棕色）           | Cosmah          | Cosmic Bomb    |
| 種馬 週日寧靜 1986年（棕色）        | Halo 1969年（棕色）           | Cosmah          | Almahmoud      |
| 種馬 週日寧靜 1986年（棕色）        | Wishing Well 1975年（棗色）   | Understanding   | Promised Land  |
| 種馬 週日寧靜 1986年（棕色）        | Wishing Well 1975年（棗色）   | Understanding   | Pretty Ways    |
| 種馬 週日寧靜 1986年（棕色）        | Wishing Well 1975年（棗色）   | Mountain Flower | Montparnasse   |
| 種馬 週日寧靜 1986年（棕色）        | Wishing Well 1975年（棗色）   | Mountain Flower | Edelweiss      |
| 繁殖雌馬 Kiss Pasion 1993年（栗色） | Jade Robbery 1987年（深棗色） | 淘金者          | Raise a Native |
| 繁殖雌馬 Kiss Pasion 1993年（栗色） | Jade Robbery 1987年（深棗色） | 淘金者          | Gold Digger    |
| 繁殖雌馬 Kiss Pasion 1993年（栗色） | Jade Robbery 1987年（深棗色） | Number          | 尼真斯基       |
| 繁殖雌馬 Kiss Pasion 1993年（栗色） | Jade Robbery 1987年（深棗色） | Number          | Special        |
| 繁殖雌馬 Kiss Pasion 1993年（栗色） | Letkiss                       | 利法爾          | 北地舞人       |
| 繁殖雌馬 Kiss Pasion 1993年（栗色） | Letkiss                       | 利法爾          | Goofed         |
| 繁殖雌馬 Kiss Pasion 1993年（栗色） | Letkiss                       | Limoya          | Riva Ridge     |
| 繁殖雌馬 Kiss Pasion 1993年（栗色） | Letkiss                       | Limoya          | Peronelle      |
| 雌系：號族：20-a                    |                               |                 |                |
| 五代內近親交配：北地舞人 5×4        |                               |                 |                |

## 命名由來
名字中，Admire（アドマイヤ）為馬主近藤利一的冠名，帶有仰慕、讚賞、尊重等意思，Kiss（キッス）即是「吻」，繼承自母系Kiss Pasion之名字，香港則將兩部分結合，以「愛慕之吻」作為翻譯。

## 外部連結
- 愛慕之吻 netkeiba.com （页面存档备份，存于）
- 血統表 （页面存档备份，存于）